# 2018年阿拉斯加灣地震
2018年阿拉斯加湾地震是2018年1月23日发生于美国阿拉斯加州太平洋近海的地震。其震中位于北纬56.06度、西经149.10度，地震规模为Mw 7.9级、Ms 8.0级，震源深度约25千米。
美国地质调查局早先认定此次地震震级达矩震级8.2级，但随后修正为7.9级。该局还指出，此次地震是一次走滑型地震。该次地震震中距美国阿拉斯加州科的阿克岛自治市镇的镇治科迪亚克东南约280千米。主震发生后，又在阿拉斯加半岛附近海域发生多次余震。美国国家海洋和大气管理局一度向北太平洋沿岸、美国和加拿大西海岸发布了海啸预警，随后解除。最终，阿拉斯加奥尔德港测得最大高度为0.21米的海啸。

## 地质背景
阿拉斯加州是美国最北部的州份，东邻加拿大，西隔白令海峡与俄罗斯相望。位于北美洲板块与太平洋板块的交界处，居于环太平洋火山地震带上，靠近阿留申海沟，地质活动频繁，是美国地震危险性最高的州之一。阿拉斯加州几乎每年都会有一次7级规模的地震，每14年都有一次8级或以上级别的地震。
本次地震震中接近阿拉斯加南部太平洋洋域的板块边界，这里的板块边界被地震学家称为“阿拉斯加－阿留申大型逆冲区”（Alaska-Aleutian megathrust），因此是许多大型逆冲区地震的发生地。除本次地震外，历史上阿拉斯加太平洋沿岸地区还曾发生过1964年耶稣受难日地震、1965年拉特群岛地震和2016年阿拉斯加地震等多次灾害性地震。在此之中，1964年发生在阿拉斯加湾的Mw 8.7级大地震是美国历史上规模最大的地震，也是有史以来震级第二高的地震。而1958年利图亚湾地震则使得逾3千万立方米的岩石和冰块落入阿拉斯加领地利图亚湾，引发有史以来最大的海啸，其溯上高度达到惊人的524米，由此颠覆了海洋学界对海啸的认知。

## 震害情况
这场地震发生在协调世界时2018年1月23日9时31分，也即阿拉斯加标准时间同日0时31分。是次地震震源位于远海之中，附近沿岸的常住居民亦较为稀少。据美国地质调查局的估计，阿拉斯加地区至少有61.3万人能够感知到此次地震，但极震区居民仅约有1000人。地震发生在午夜时分。强震发生时，科迪亚克的一位渔民在震后前往高地避险，他指称这次地震“震了有一分钟之久”。他还说，“整个小镇居民都在撤离”。当地居民温迪·布利斯·斯奈普斯（Wendy Bliss Snipes）形容这次地震是“一次缓慢的筒滚”。她说，“没有什么东西从墙上掉下来，我也不必把我的孩子吵醒。”另有一位当地居民对传媒表示，这像是她经历过的最漫长的一次地震，但是“地震未造成损失，除了墙有点裂缝”。中华人民共和国驻旧金山总领事馆副总领事任发强于地震发生时正在安克雷奇参访，他表示，地震发生时震感强烈，酒店大楼摇摆一分多钟。家住安克雷奇的希瑟·兰德（Heather Rand）对记者说道，这是她经历过的持续时间最长的地震，她形容这次地震令她“不寒而栗”。
阿拉斯加大学费尔班克斯分校的电力服务于地震发生当晚中断，使校内技术设备无法启动，并导致该校的对外网络受到影响。有旅游公司在震后紧急向附近的游客确认安全状况，向取消赴震区旅行计划的游客提供赔偿。

## 海啸威胁
地震发生后，总部位于阿拉斯加州帕尔默市的美国国家海啸预警中心在当日9时35分向加拿大不列颠哥伦比亚省、美国阿拉斯加东南部、阿拉斯加南部及半岛、阿留申群岛发表了海啸警告，并向美国加利福尼亚州、俄勒冈州、华盛顿州、夏威夷州发布了海啸观察预警，提醒在码头、海湾和河口地区的居民注意防范附近海面可能出现的巨大潮位波动，并警告海啸波幅足以致命。隶属于美国国家气象局的太平洋海啸预警中心对关岛、夏威夷、日本、约翰斯顿环礁、墨西哥、中途岛、北马里亚纳群岛、西北夏威夷群岛、俄罗斯和威克岛发出了海啸预警，指出海啸波高至多可能达到0.3米。美国阿拉斯加州应急管理中心安克雷奇办公室和科迪亚克警察局在接到海啸预警后都建议沿岸居民前往高地或是内陆地区避险，海啸警报响彻科迪亚克全市。一名女子在推特上写道，与往常在周三下午听到的警报试验广播不同，在周二凌晨听到海啸警报“令人感到可怕”。另一位名叫杰瑞德格里芬的居民表示，海啸警报将他从睡梦中惊醒，“这是过去11年间从未发生过的事”。
阿拉斯加州的至少10个居民点鸣响了海啸警报。当地的学校、超市和停车场对外开放以供居民避难。科迪亚克全市的学校在地震当日宣布停课。科的阿克岛自治市镇学区主任拉里（Larry LeDoux）称，市镇下属的高中在当日凌晨海啸警报发布后旋即被辟为避难所，他形容进入避难所的居民“非常冷静”。科迪亚克市民埃里克·库森（Eric Cusson）对当地媒体说，该市有数百名居民开车到皮勒尔山（Pillar Mountain）的高处避险，“镇子里几乎每个人都上了山”。荷马市警察局建议民众退至海岸四英里外。苏厄德市消防局派出消防车辆在街道上巡逻。据报，美国海岸警卫队的航空队在当日撤离了位于阿拉斯加海滨的基地，多架C-130运输机和直升机飞离机场。
加拿大全国海啸预警中心警告说，获悉海啸预警的居民应该“向内陆或高地疏散，离开指定海啸危险区域，或根据情况搬到多层建筑的楼上。”中国国家海洋局海啸预警中心在当日发布的海啸信息中指出，地震可能会在震源周围引发大规模海啸，但不会对中国近海造成影响。日本气象厅则在其发表的远震关联消息中指出，地震可能会在太平洋广大地区内引发海啸，但不会对日本沿岸构成威胁。
但直到10时45分，在海啸第一波预计到达的时间，科迪亚克市仍没有观测到任何潮位波动。科迪亚克警察局的警官蒂姆·普特尼（Tim Putney）说：“我们还没有看到任何波浪或者关于波浪的报告。”11时40分，中国国家海洋局指出，位于东北太平洋洋面上的46409号浮标监测到最大波高为0.16米的海啸，46403号和46410号浮标则分别监测到3厘米和4厘米高的海啸波幅。12时12分，美国国家海啸预警中心将阿拉斯加南部及半岛的海啸预警等级降为海啸劝告，同时解除了其余地区的海啸预警。之后，位于阿拉斯加州的奧爾德港验潮站观测到了0.7英尺（0.21）的海啸波高，科迪亚克则观测到了0.6英尺（0.18）的潮位波动。13时13分，美国政府取消了海啸劝告。
在海啸威胁减轻后，科迪亚克市政官员建议居民可在23日晚些时候回到家中。但旧金山市政府仍要求居民远离海岸线。直到24日正午，旧金山应急管理部门才解除了安全警示。报道指，海啸没有对沿岸造成破坏。

## 观测研究

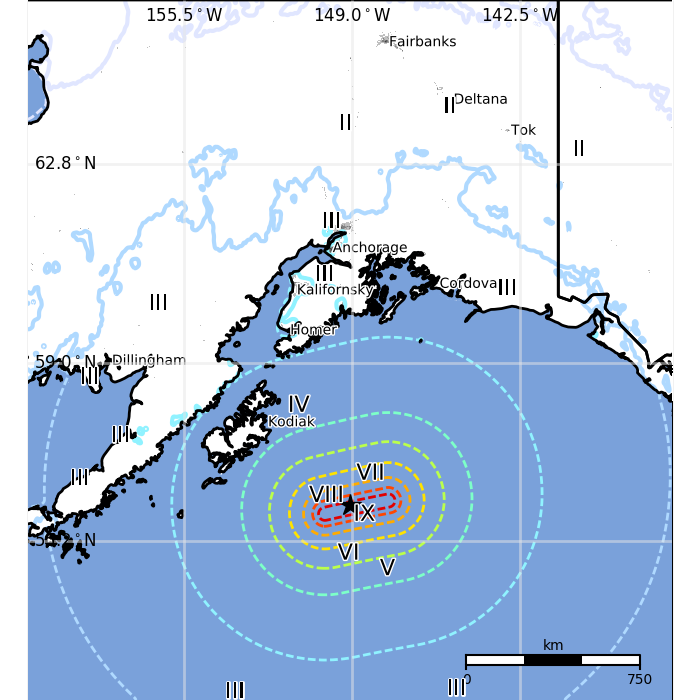
美国地质调查局提供的2018年阿拉斯加地震等震线图。

中国国家海洋局早先指出该次地震的规模为面波震级7.5级，震源深度10千米。中国地震台网则在稍后自动测定本次地震的规模为面波震级7.9级，其后又在正式速报中将震级调升为面波震级8.0级。美国地质调查局最初测定本次地震的规模为矩震级8.0级，震源深度12英里（19），之后则修订为矩震级8.2级，震源深度10千米。随后，该局又将这次地震的矩震级调整为7.9级，震源深度修正到25千米，并测算该次地震的最大烈度为麦加利地震烈度4(IV)度。美国地质调查局就本次地震进行的互联网地震强度调查则接获了最大烈度达麦加利地震烈度8(VIII)度的地震感知报告。另据日本气象厅消息，此次地震达到了日本气象厅地震规模7.9级。欧洲和地中海地震中心测定指，本次地震规模为矩震级8.0级，震源深度10千米，震中附近最大烈度为欧洲宏观地震度量5(V)度。而德国地球科学研究中心则推定指，此次地震规模为矩震级7.9级，震源深度10千米。俄罗斯科学院地球物理研究所的64个地震台站记录到了这场地震，据该所推算称，是次地震的规模达面波震级7.8级，体波震级7.4级，震源深度10千米，最大烈度至多可达梅德韋傑夫·史邦豪雅·卡尼克地震烈度表11.5度。
针对本次地震所触发的海啸预警，美国国家海啸预警中心表示，因为更多的信息和分析结果使该中心得以更好地定义海啸威胁，故该中心在预警发出数小时后将之取消。根据美国国家海啸预警中心的预报员肯·麦克弗森（Ken Macpherson）的说法，这次地震是发生在海洋深处的走滑型地震。从历史记录来看，这种类型的地震事件通常不会引发大的海啸。如果是次地震是由板块俯冲引起的话，就很可能推动大量海水，继而引发巨大海啸。美国地质调查局地球物理学家唐·布莱克曼（Don Blakeman）解释称，由于此次地震是一起走滑型地震，因而不大可能引起灾难性海啸，“这也是阿拉斯加为何只看见不到一英尺海浪的幸运之处”。美国有线电视新闻网高级气象学家戴夫·亨宁（Dave Hennen）认为，发震断层属走滑断层是本次地震没有造成巨大海啸的原因，“这意味着地震系由两个板块水平移动而诱发，这比板块垂直移位时发生的逆断层地震危险性要小得多”。中国国家海洋局海洋减灾中心副研究员张尧认为，由于此次海啸与海底断层滑动有关且方向不与岸线平行，海水水体垂向起伏较小，因此观测到的海啸近岸波高仅为0.2米。

## 余震活动
本次地震发生后的余震频繁，在强震发生后的数小时内，阿拉斯加湾海域又发生了20余次余震。美国地质调查局、欧洲和地中海地震中心和俄罗斯科学院都在主震发生后观测到了多场余震，其中最大余震震级为矩震级5.3级。以下列表列出本次地震的矩震级4.0级以上余震。
| 序列                                                         | 发震时刻                                                     | 震中                                        | 震中                 | 深度    | 地震规模 | 来源        |
| 序列                                                         | 发震时刻                                                     | 坐标                                        | 地域                 | 深度    | 地震规模 | 来源        |
| ------------------------------------------------------------ | ------------------------------------------------------------ | ------------------------------------------- | -------------------- | ------- | -------- | ----------- |
| 主震                                                         | 2018年1月23日 09:31:42                                       | 56°02′46″N 149°04′23″W / 56.046°N 149.073°W | 阿拉斯加州太平洋近海 | 25.0km  | Mw 7.9   | [ 1 ] [ 2 ] |
| 第1次余震                                                    | 2018年1月23日 09:47:53                                       | 56°13′16″N 149°15′36″W / 56.221°N 149.260°W | 阿拉斯加州太平洋近海 | 20.1km  | Mw 4.6   | [ 33 ]      |
| 第2次余震                                                    | 2018年1月23日 09:59:57                                       | 56°09′47″N 149°21′07″W / 56.163°N 149.352°W | 阿拉斯加州太平洋近海 | 17.7km  | Mw 4.8   | [ 34 ]      |
| 第3次余震                                                    | 2018年1月23日 10:05:20                                       | 56°06′47″N 149°49′16″W / 56.113°N 149.821°W | 阿拉斯加州太平洋近海 | 20.1km  | Mw 4.7   | [ 35 ]      |
| 第4次余震                                                    | 2018年1月23日 10:16:02                                       | 56°11′24″N 148°46′41″W / 56.190°N 148.778°W | 阿拉斯加州太平洋近海 | 10.0km  | Mw 5.0   | [ 36 ]      |
| 第5次余震                                                    | 2018年1月23日 10:21:35                                       | 56°07′08″N 149°48′43″W / 56.119°N 149.812°W | 阿拉斯加州太平洋近海 | 19.3km  | Mw 4.6   | [ 37 ]      |
| 第6次余震                                                    | 2018年1月23日 10:34:32                                       | 55°58′55″N 149°22′48″W / 55.982°N 149.380°W | 阿拉斯加州太平洋近海 | 5.0km   | Mw 4.2   | [ 38 ]      |
| 第7次余震                                                    | 2018年1月23日 10:42:46                                       | 55°45′04″N 149°19′12″W / 55.751°N 149.320°W | 阿拉斯加州太平洋近海 | 10.0km  | Mw 4.5   | [ 39 ]      |
| 第8次余震                                                    | 2018年1月23日 10:58:23                                       | 56°34′12″N 148°43′55″W / 56.570°N 148.732°W | 阿拉斯加州太平洋近海 | 17.5km  | Mw 4.1   | [ 40 ]      |
| 第9次余震                                                    | 2018年1月23日 11:09:54                                       | 56°25′19″N 149°07′01″W / 56.422°N 149.117°W | 阿拉斯加州太平洋近海 | 0.0km   | Mw 4.3   | [ 41 ]      |
| 第10次余震                                                   | 2018年1月23日 11:13:43                                       | 56°20′02″N 149°27′29″W / 56.334°N 149.458°W | 阿拉斯加州太平洋近海 | 53.1km  | Mw 4.2   | [ 42 ]      |
| 第11次余震                                                   | 2018年1月23日 11:16:05                                       | 56°13′41″N 149°34′23″W / 56.228°N 149.573°W | 阿拉斯加州太平洋近海 | 122.6km | Mw 4.2   | [ 43 ]      |
| 第12次余震                                                   | 2018年1月23日 11:19:47                                       | 56°18′29″N 150°08′42″W / 56.308°N 150.145°W | 阿拉斯加州太平洋近海 | 0.0km   | Mw 4.1   | [ 44 ]      |
| 第13次余震                                                   | 2018年1月23日 11:28:13                                       | 56°14′42″N 149°25′16″W / 56.245°N 149.421°W | 阿拉斯加州太平洋近海 | 15.5km  | Mw 4.6   | [ 45 ]      |
| 第14次余震                                                   | 2018年1月23日 11:34:19                                       | 56°19′37″N 149°18′50″W / 56.327°N 149.314°W | 阿拉斯加州太平洋近海 | 23.8km  | Mw 4.4   | [ 46 ]      |
| 第15次余震                                                   | 2018年1月23日 11:37:44                                       | 56°01′41″N 149°42′29″W / 56.028°N 149.708°W | 阿拉斯加州太平洋近海 | 13.0km  | Mw 5.0   | [ 47 ]      |
| 第16次余震                                                   | 2018年1月23日 11:46:57                                       | 56°28′59″N 149°10′48″W / 56.483°N 149.180°W | 阿拉斯加州太平洋近海 | 2.2km   | Mw 5.3   | [ 48 ]      |
| 第17次余震                                                   | 2018年1月23日 12:05:27                                       | 55°52′30″N 150°24′58″W / 55.875°N 150.416°W | 阿拉斯加州太平洋近海 | 10.0km  | Mw 4.1   | [ 49 ]      |
| 第18次余震                                                   | 2018年1月23日 12:19:30                                       | 55°53′06″N 149°18′50″W / 55.885°N 149.314°W | 阿拉斯加州太平洋近海 | 10.0km  | Mw 4.5   | [ 50 ]      |
| 第19次余震                                                   | 2018年1月23日 12:26:41                                       | 55°54′32″N 149°45′00″W / 55.909°N 149.750°W | 阿拉斯加州太平洋近海 | 5.8km   | Mw 4.0   | [ 51 ]      |
| 第20次余震                                                   | 2018年1月23日 12:48:56                                       | 56°27′29″N 149°18′47″W / 56.458°N 149.313°W | 阿拉斯加州太平洋近海 | 19.1km  | Mw 4.0   | [ 52 ]      |
| 第21次余震                                                   | 2018年1月23日 13:00:57                                       | 55°58′30″N 150°19′44″W / 55.975°N 150.329°W | 阿拉斯加州太平洋近海 | 10.0km  | Mw 4.1   | [ 53 ]      |
| 第22次余震                                                   | 2018年1月23日 13:09:06                                       | 56°17′13″N 148°37′59″W / 56.287°N 148.633°W | 阿拉斯加州太平洋近海 | 10.0km  | Mw 4.2   | [ 54 ]      |
| 第23次余震                                                   | 2018年1月23日 13:34:05                                       | 56°31′08″N 149°07′44″W / 56.519°N 149.129°W | 阿拉斯加州太平洋近海 | 10.0km  | Mw 4.3   | [ 55 ]      |
| 第24次余震                                                   | 2018年1月23日 13:44:11                                       | 56°26′42″N 149°09′11″W / 56.445°N 149.153°W | 阿拉斯加州太平洋近海 | 10.0km  | Mw 4.4   | [ 56 ]      |
| 第25次余震                                                   | 2018年1月23日 14:10:45                                       | 56°03′40″N 149°49′19″W / 56.061°N 149.822°W | 阿拉斯加州太平洋近海 | 10.0km  | Mw 4.2   | [ 57 ]      |
| 第26次余震                                                   | 2018年1月23日 14:38:21                                       | 56°05′46″N 148°34′19″W / 56.096°N 148.572°W | 阿拉斯加州太平洋近海 | 10.0km  | Mw 4.1   | [ 58 ]      |
| 由于已知的技术原因，图表暂时不可用。带来不便，我们深表歉意。 |                                                              |                                             |                      |         |          |             |
|                                                              | 由于已知的技术原因，图表暂时不可用。带来不便，我们深表歉意。 |                                             |                      |         |          |             |